# معسكر تريبلينكا

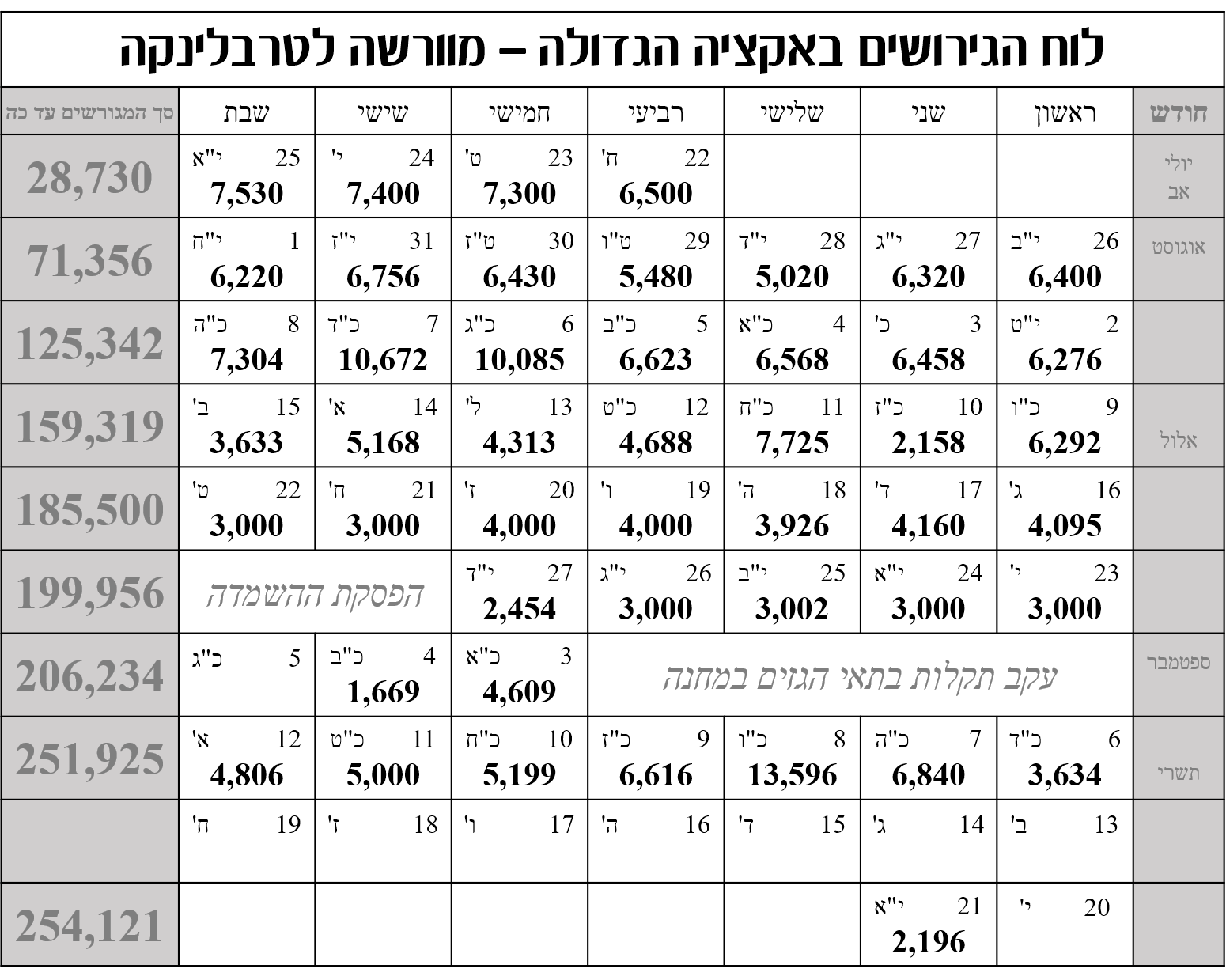
تسجل الجداول أدناه عمليات الترحيل اليومية إلى معسكر الموت في تريبلينكا، والموقع، وعدد الأشخاص الذين تم ترحيلهم، وبعض التفاصيل الشخصية المتعلقة بالأشخاص الذين تم ترحيلهم، والأحداث الرئيسية في معسكر الموت تريبلينكا.

معسكر تريبلينكا هو معسكر إبادة تم بناؤه وتشغيله من قبل ألمانيا النازية في بولندا المحتلة خلال الحرب العالمية الثانية. يقع في غابة شمال شرق وارسو، على بعد 4 كم جنوب محطة القطار تريبلينكا في ما أصبح الآن محافظة مازوفيا. تم تشغيل المخيم بين 23 يوليو 1942 و19 أكتوبر 1943 كجزء من عملية راينهارد، المرحلة الأكثر دموية من الحل الأخير. خلال هذه الفترة، يقدر أن ما بين 700,000 و 900,000 يهودي قتلوا في غرف الغاز، إلى جانب 2000 شخص من الروما. قتل من اليهود في تريبلينكا أكثر من أي معسكر آخر للإبادة إلا أوشفيتز.
تمت إدارة المعسكر من قبل قوات الشوتزشتافل (إس إس) الألمانية وحراس ترافنيكي – جندوا طواعية من بين أسرى الحرب السوفياتيين للعمل مع الألمان – ويتكون من وحدتين منفصلتين. كان تريبلينكا 1 معسكر عمل قسري (Arbeitslager) حيث عمل السجناء في حفرة الحصى أو منطقة الري وفي الغابة، حيث قطعوا الخشب لتغذية المحرقة. وفي الفترة ما بين عامي 1941 و 1944، توفي أكثر من نصف السجناء البالغ عددهم 20,000 شخص بسبب عمليات الإعدام السريعة والجوع والمرض وسوء المعاملة.
أما المعسكر الثاني، تريبلينكا 2، فكان معسكرا للإبادة (Vernichtungslager). وهناك عدد قليل من اليهود الذين لم يقتلوا فور وصولهم وأصبحوا ضمن وحدات العبيد اليهودية المسماة سوندركوماندوس، وأجبروا على دفن جثث الضحايا في مقابر جماعية. وقد تم استخراج هذه الجثث في عام 1943 وحرقها في محارق كبيرة في الهواء الطلق إلى جانب مع جثث الضحايا الجدد. وانتهت عمليات الغاز في تريبلينكا الثاني في أكتوبر 1943 في أعقاب ثورة السوندركوماندوس في أوائل أغسطس. قتل العديد من حراس ترافنيكي وفر 200 سجين من المخيم؛ نجا ما يقرب من مائة من المطاردة لاحقاً. تم تفكيك المخيم قبل التقدم السوفياتي. وقد تم بناء مزرعة لحارس على الموقع وحرثت الأرض في محاولة لإخفاء أدلة الإبادة الجماعية.
في بولندا في فترة ما بعد الحرب، اشترت الحكومة معظم الأراضي التي وقف فيها المخيم، وبنيت نصبا تذكاريا حجريا كبيرا هناك بين عامي 1959 و1962. وفي عام 1964 أعلن عن تريبلينكا نصب تذكاري وطني لليهود في حفل أقيم في موقع غرف الغاز السابقة. وفي العام نفسه، أجريت أول محاكمات ألمانية بشأن جرائم الحرب التي ارتكبها أعضاء سابقون في قوات الإس إس في تريبلينكا. بعد نهاية الشيوعية في بولندا في عام 1989، زاد عدد الزوار القادمين إلى تريبلينكا من الخارج. افتتح مركز المعارض في المخيم في عام 2006. وتم توسيعه لاحقا وجعله فرع من متحف سيدلس الإقليمي.

## الخلفية
جُمع معظم السكان اليهود البولنديين البالغ عددهم 3.5 مليون شخص وأُجبروا على العيش في أحياء يهودية جديدة -تُعرف بالغيتوات- أقامها النازيون بعد غزو بولندا عام 1939، لعزل اليهود عن بقية العالم وتسهيل استغلالهم وإساءة معاملتهم. كانت إمدادات الطعام شحيحة وظروف المعيشة غير صحية ولم تكن هناك وسائل للعمل وكسب الرزق. أدى سوء التغذية ونقص الرعاية الطبية إلى ارتفاع معدلات الوفيات بشكل كبير.
في عام 1941، ألهمت الانتصارات الأولية للفيرماخت -أو القوات المسلحة الموحدة الألمانية- على الاتحاد السوفيتي خططًا للاستيطان الألماني في بولندا المحتلة، بما في ذلك جميع الأراضي الواقعة ضمن منطقة الحكومة العامة. وُضعت خطط جديدة لإبادة اليهود أُطلق عليها «الحل النهائي للمسألة اليهودية» في مؤتمر وانسي الذي عُقد بالقرب من برلين في 20 يناير 1942.  سُمِّي برنامج الإبادة هذا بعملية راينهارد، وكان منفصلًا عن عمليات القتل الجماعي التي نفذتها وحدات القتل المتنقلة أينزاتسغروبن في أوروبا الشرقية، والتي كانت قد أودت بحياة نصف مليون يهودي حتى ذلك الوقت.
أُنشئ معسكر تريبلينكا ليكون واحدًا من ثلاثة معسكرات إبادة سرية ضمن عملية راينهارد؛ أما المعسكران الآخران فكانا بيلزك وسوبيبور. زُوِّدت جميع هذه المعسكرات بغرف غاز على هيئة غرف استحمام، بهدف قتل أعداد كبيرة من الأشخاص دفعة واحدة. استُخدمت هذه الطريقة بعد مشروع تجريبي أُجري في معسكري سولداو وخيلمنو للإبادة، اللذين بدءا عملهما عام 1941 باستخدام شاحنات الغاز المتنقلة. اعتُبر معسكر خيلمنو -المعروف بالألمانية باسم كولمهوف- موقعًا تجريبيًا لتطوير وسائل أسرع للقتل وحرق الجثث. لم يكن معسكر خيلمنو جزءًا من عملية راينهارد، التي اتسمت ببناء مرافق ثابتة للإبادة الجماعية. بُني معسكر تريبلينكا ليكون المعسكر الثالث ضمن عملية راينهارد، مع الاستفادة من الدروس المستخلصة من بناء معسكري بيلزك وسوبيبور.
أشرف أوديلو جلوبوتشنيك -نائب قائد القوات الخاصة النازية هاينريش هيملر- على خطط النازيين لإبادة يهود بولندا في إطار عملية راينهارد. خضعت معسكرات عملية راينهارد لهيملر مباشرة، واستُخدمت خبرات موظفو عملية راينهارد الذين شاركوا في برنامج القتل الرحيم القسري في بناء مرافق الإبادة الجديدة. كان معظم الضحايا الذين أُبيدوا في معسكرات عملية راينهارد من اليهود.

### الموقع
أُقيم معسكر تريبلينكا في بولندا المحتلة على بُعد 80 كم شمال شرق وارسو. ضم الموقع مشروعًا لاستخراج الحصى لاستخدامه في إنتاج الخرسانة قبل الحرب العالمية الثانية، وارتبط بمعظم المدن الكبرى في وسط بولندا عبر تقاطع سكة حديد ماوكينيا-سوكلوف بودلاسكي ومحطة قرية تريبلينكا. كان المنجم مملوكًا ويديره الصناعي البولندي ماريان وابوشينسكي، الذي أضاف خط سكة حديد بطول 6 كم إلى الخط الموجود. سيطرت القوات الخاصة النازية على معسكر تريبلينكا الأول، وكان المحجر مجهزة بآلات ثقيلة جاهزة للاستخدام. عزز الموقع عزله بشكل كافٍ ولكنه كان متصلًا جيدًا، حيث كان يقع بين بعض أكبر الأحياء اليهودية في أوروبا المحتلة، مثل حي وارسو الذي ضم 500 ألف يهودي، وحي بياويستوك الذي ضم نحو 60 ألف يهودي.
قُسم معسكر تريبلينكا إلى معسكرين منفصلين يبعدان عن بعضهما كيلومترين. أشرفت على بنائه شركتا شونبرون من لايبزيغ وفرع شميدت-مونسترمان في وارسو. أُعيد تطوير مركز الإبادة بين عامي 1942 و1943، وأضافوا حفّارًا آليًا جديدًا. بُنيت غرف الغاز من الطوب والملاط الإسمنتي، وأُضيفت محارق ضخمة للجثث. وسع محيط المعسكر ليشمل منطقة عازلة، ما جعل الاقتراب من المعسكر مستحيلًا.

### معسكر تريبلينكا الأول
افتُتح معسكر تريبلينكا في الأول من سبتمبر 1941 للعمل القسري، ليحل محل مجموعة مؤقتة أنشأها ستورمبانفورر إرنست جرامس في يونيو 1941. أقيمت ثكنات جديدة وسياج من الأسلاك الشائكة بارتفاع مترين في أواخر عام 1941. جُلب العمال إلى معسكر تريبلينكا الأول عبر اعتقالات جماعية بتهم حقيقية أو ملفقة، وصدر الحكم عليهم من قِبل شرطة الغيستابو في سوكلوف بقيادة جرامس. تُقدر مدة العقوبة في المتوسط بستة أشهر، لكن أُجبر كثيرون على العمل لمدة غير محددة. مرّ 20 ألف شخص عبر المعسكر خلال السنوات الثلاث، وقتل نصفهم بسبب الإرهاق والجوع والأمراض.
ضم معسكر تريبلينكا الأول بين 1000 إلى 2000 سجين، عمل معظمهم في المحجر الكبير لمدة تتراوح بين 12 إلى 14 ساعة يوميًا، ثم جمعوا الخشب من الغابة المجاورة لتزويد محارق الجثث. كان السجناء يهودًا وألمان وتشيكيين وفرنسيين وبولنديين أُسروا في عمليات اعتقال جماعي وفلاحين غير قادرين على تسليم المواد الغذائية المطلوبة ورهائن وقعوا بالصدفة وأشخاص حاولوا إخفاء اليهود خارج الأحياء اليهودية أو قاموا بأنشطة محظورة دون تصاريح. فُصل اليهود عن غير اليهود بدءًا من يوليو 1942. عملت النساء بشكل أساسي في ثكنات الفرز، لإصلاح وتنظيف الملابس العسكرية، بينما عمل معظم الرجال في المحجر. لم يُوفَّر لهم زيّ عمل، إذ أُجبر من فقد حذاءه على المشي حافيًا أو البحث عن أحذية من جثث السجناء. استخدموا طريقة تقنين المياه للسجناء، وطبقت العقوبات بانتظام أثناء تجمعات النداء. سقطت الأحكام ابتداءً من ديسمبر 1943، وعمل المعسكر رسميًا حتى 23 يوليو 1944، عندما أُخلي بسبب اقتراب القوات السوفيتية.
قاد ستورمبانفورر ثيودور فان أوبن معسكر تريبلينكا الأول طوال فترة تشغيله، إذ أشرف على المعسكر مع عدة أفراد من القوات الخاصة النازية وحوالي مئة حارس من هيوي. امتد المحجر على مساحة 17 هكتارًا (42 فدانًا) ووفر مواد بناء للاستخدام العسكري الألماني وكان جزءًا من برنامج بناء الطرق الاستراتيجي في الحرب ضد الاتحاد السوفيتي. زُود المحجر بحفار ميكانيكي استخدمه معسكر تريبلينكا الأول والثاني. عمل أوبن عن كثب مع قادة القوات الخاصة النازية والشرطة الألمانية في وارسو خلال عملية ترحيل اليهود في أوائل 1943، إذ أرسل السجناء إليه من حي غيتو وارسو لاستبدالهم حسب الحاجة. ذكر رئيس محطة القطارات المحلي فرانسيسيك زامبيكي: «غالبًا ما كان أوبن يقتل السجناء بإطلاق النار عليهم كما لو كانوا طيور الحجل». قتل أحد المشرفين الذين أثاروا الرعب الأونتشتونفوهرر فرانز شوارتز السجناء بالفأس أو المطرقة.